# Stilobezzia bifurcata
Stilobezzia bifurcata är en tvåvingeart som beskrevs av Tokunaga 1959. Stilobezzia bifurcata ingår i släktet Stilobezzia och familjen svidknott. Inga underarter finns listade i Catalogue of Life.